# San Francisco Grande
San Francisco es una localidad del municipio de Tinum, estado de Yucatán en México. 

## Toponimia
El nombre (Santo Francisco Grande) hace referencia a Francisco de Asís que es el Santo patrono de este pueblo. 

## Datos históricos
- En 1940 cambia su nombre de San Francisco a San Francisco Grande.

## Demografía
Según el censo de 2005 realizado por el INEGI, la población de la localidad era de 1444 habitantes, de los cuales 790 eran hombres y 654 eran mujeres.
| 56                          | 115 | 182 | 253 | 304 | 405 | 563 | 586 | 925 | 1119 | 1232 | 1444 |
| (Fuente: INEGI [Consultar]) |     |     |     |     |     |     |     |     |      |      |      |